# Droupt-Sainte-Marie
Droupt-Sainte-Marie é uma comuna francesa na região administrativa de Grande Leste, no departamento de Aube. Estende-se por uma área de 14,4 km². Em 2010 a comuna tinha 240 habitantes (densidade: 16,7 hab./km²).